# Eleição municipal de Belém em 2008
A eleição municipal da cidade brasileira de Belém ocorreu em 5 de outubro para eleger um prefeito, um vice-prefeito e 35 vereadores para a administração da capital paraense. O prefeito titular é Duciomar Costa, do Partido Trabalhista Brasileiro (PTB), que concorreu à reeleição.
Como nenhum dos postulantes à prefeitura alcançou a margem mínima de 50% acrescido de mais um voto nominal, foi realizado um segundo turno em 26 de outubro, culminando na reeleição do então mandatário Duciomar Costa.

## Perfil eleitoral de Belém
Nas Eleições Presidenciais de 2006, o candidato mais votado para Presidente foi Luiz Inácio Lula da Silva com 337.382 votos.
Em 2008 foram, ao todo, 958.203 eleitores.
Em 2008, 13,7% da população possuía planos de saúde.
69,3% das crianças até 17 anos estavam frequentando escolas ou creches.
| Despesas da população entre 2008 e 2009 | Valor         |
| --------------------------------------- | ------------- |
| Despesa Total Média Mensal Familiar     | 2011,31 reais |
| Despesa com Alimentação                 | 464,96 reais  |
| Despesa com Habitação                   | 533,86 reais  |
| Despesa com Vestuário                   | 127,48 reais  |
| Despesa com Transporte                  | 242,70 reais  |
| Despesa com Assistência a Saúde         | 86,27 reais   |
| Despesa com Recreação e Cultura         | 35,98 reais   |
| Despesa com Educação                    | 45,23 reais   |

## Candidatos
|  | Nº | Candidato(a) a prefeito | Candidato(a) a prefeito                                 | Candidato(a) a vice-prefeito | Candidato(a) a vice-prefeito                        | Coligação | Duração da propaganda eleitoral |
|  | -- | ----------------------- | ------------------------------------------------------- | ---------------------------- | --------------------------------------------------- | --- | ------------------------------- |
|  | 13 |                         | Mário Cardoso (PT) Mário Andrade Cardoso                |                              | Leila Márcia (PCdoB) Leila Márcia Silva Santos      | "Frente Belém Popular" - Partido dos Trabalhadores (PT) - Partido Comunista do Brasil (PCdoB) - Partido Socialista Brasileiro (PSB) - Partido Humanista da Solidariedade (PHS) - Partido Trabalhista Nacional (PTN) - Partido da Mobilização Nacional (PMN) | 6 minutos e 25 segundos         |
|  | 14 |                         | Duciomar Costa (PTB) Duciomar Gomes da Costa            |                              | Anivaldo Vale (PR) Anivaldo Juvenil Vale            | "União por Belém" - Partido Trabalhista Brasileiro (PTB) - Partido da República (PR) - Partido Democrático Trabalhista (PDT) - Partido Social Cristão (PSC) - Partido Verde (PV) - Partido Trabalhista do Brasil (PTdoB) - Partido Republicano Progressista (PRP) - Partido Social Democrata Cristão (PSDC) - Partido Renovador Trabalhista Brasileiro (PRTB) - Partido Trabalhista Cristão (PTC) | 5 minutos e 14 segundos         |
|  | 15 |                         | José Priante (PMDB) José Benito Priante Júnior          |                              | Zeca Pirão (PP) José Wilson Costa Araújo            | "Melhor pra Belém" - Partido do Movimento Democrático Brasileiro (PMDB) - Partido Progressista (PP) - Partido Republicano Brasileiro (PRB) | 6 minutos e 32 segundos         |
|  | 17 |                         | João Moraes (PSL) João Nazareno Nascimento Moraes       |                              | Carlos Sena (PSL) Carlos Roberto Souza Sena         | Partido não coligado - Partido Social Liberal (PSL) | 1 minuto e 24 segundos          |
|  | 23 |                         | Arnaldo Jordy (PPS) Arnaldo Jordy Figueiredo            |                              | Amaury Dantas (PPS) Amaury Braga Dantas             | Partido não coligado - Partido Popular Socialista (PPS) | 2 minutos e 17 segundos         |
|  | 25 |                         | Valéria Pires Franco (DEM) Valéria Vinagre Pires Franco |                              | Paulo Chaves (PSDB) Paulo Roberto Chaves Fernandes  | "Pra Belém ficar pai d’égua" - Democratas (DEM) - Partido da Social Democracia Brasileira (PSDB) | 6 minutos e 35 segundos         |
|  | 50 |                         | Marinor Brito (PSOL) Marinor Jorge Brito                |                              | Abel Ribeiro (PSTU) Abelcio Nazareno Santos Ribeiro | "Frente de Esquerda" - Partido Socialismo e Liberdade (PSOL) - Partido Socialista dos Trabalhadores Unificado (PSTU) - Partido Comunista Brasileiro (PCB) | 1 minuto e 32 segundos          |

## Pesquisas

### Primeiro Turno
| Data                       | Instituto | Duciomar Costa (PTB) | Valéria Pires Franco (DEM) | José Priante (PMDB) | Mário Cardoso (PT) | Arnaldo Jordy (PPS) | Marinor Brito (PSOL) | João Moraes (PSL) | Brancos/Nulos/Indecisos |
| -------------------------- | --------- | -------------------- | -------------------------- | ------------------- | ------------------ | ------------------- | -------------------- | ----------------- | ----------------------- |
| 10 de julho de 2008 [a]    | Ibope     | 29%                  | 24%                        | 10%                 | 7%                 | 5%                  | 2%                   | 1%                | 23%                     |
| 14 de agosto de 2008 [b]   | Ibope     | 24%                  | 21%                        | 14%                 | 8%                 | 5%                  | 1%                   | 0%                | 26%                     |
| 10 de setembro de 2008 [c] | Ibope     | 23%                  | 25%                        | 16%                 | 13%                | 4%                  | 4%                   | 1%                | 14%                     |
| 19 de setembro de 2008 [d] | Ibope     | 25%                  | 20%                        | 12%                 | 12%                | 7%                  | 3%                   | 0%                | 21%                     |
| 26 de setembro de 2008 [e] | Ibope     | 33%                  | 18%                        | 12%                 | 12%                | 6%                  | 3%                   | 2%                | 14%                     |

### Segundo Turno
| Data                      | Instituto | Duciomar Costa (PTB) | José Priante (PMDB) | Brancos/Nulos/Indecisos |
| ------------------------- | --------- | -------------------- | ------------------- | ----------------------- |
| 10 de outubro de 2008 [a] | Ibope     | 46%                  | 43%                 | 11%                     |
| 25 de outubro de 2008 [b] | Ibope     | 52%                  | 40%                 | 8%                      |

## Resultados das eleições
| Candidato(a)               | Vice                    | 1º Turno 5 de outubro de 2008 | 1º Turno 5 de outubro de 2008 | 2º Turno 26 de outubro de 2008 | 2º Turno 26 de outubro de 2008 |
| Candidato(a)               | Vice                    | Votação                       | Votação                       | Votação                        | Votação                        |
| Candidato(a)               | Vice                    | Total                         | Porcentagem                   | Total                          | Porcentagem                    |
| -------------------------- | ----------------------- | ----------------------------- | ----------------------------- | ------------------------------ | ------------------------------ |
| Duciomar Costa (PTB)       | Anivaldo Vale (PR)      | 255.525                       | 35,15%                        | 436.693                        | 59,60%                         |
| José Priante (PMDB)        | Zeca Pirão (PP)         | 138.379                       | 19,03%                        | 295.997                        | 40,40%                         |
| Mário Cardoso (PT)         | Leila Márcia (PCdoB)    | 131.670                       | 18,11%                        | Não participaram               | Não participaram               |
| Valéria Pires Franco (DEM) | Paulo Chaves (PSDB)     | 96.954                        | 13,34%                        | Não participaram               | Não participaram               |
| Arnaldo Jordy (PPS)        | Amaury Dantas (PPS)     | 83.520                        | 11,49%                        | Não participaram               | Não participaram               |
| Marinor Brito (PSOL)       | Abel Ribeiro (PSTU)     | 14.750                        | 2,03%                         | Não participaram               | Não participaram               |
| João Moraes (PSL)          | Carlos Sena (PSL)       | 6.218                         | 0,86%                         | Não participaram               | Não participaram               |
| Total de votos válidos     | Total de votos válidos  | 727.016                       | 100,00%                       | 732.690                        | 100,00%                        |
| Votos apurados             |                         |                               |                               |                                |                                |
| Votos válidos              | Votos válidos           | 727.016                       | 92,96%                        | 732.690                        | 94,86%                         |
| Votos em branco            | Votos em branco         | 19.269                        | 2,46%                         | 12.526                         | 1,62%                          |
| Votos nulos                | Votos nulos             | 35.781                        | 4,58%                         | 27.167                         | 3,52%                          |
| Total de votos apurados    | Total de votos apurados | 782.066                       | 100,00%                       | 772.383                        | 100,00%                        |
| Eleitores                  |                         |                               |                               |                                |                                |
| Comparecimento             | Comparecimento          | 782.066                       | 81,36%                        | 772.383                        | 80,35%                         |
| Abstenções                 | Abstenções              | 179.166                       | 18,64%                        | 188.849                        | 19,65%                         |
| Total de eleitores         | Total de eleitores      | 961.232                       | 100,00%                       | 961.232                        | 100,00%                        |
| Total de seções: 2.246     |                         |                               |                               |                                |                                |

| Partido | Partido | Candidato            | Votos   | Votos (%) |
| ------- | ------- | -------------------- | ------- | --------- |
|         | PTB     | Duciomar Costa       | 255 525 | 35,15%    |
|         | PMDB    | José Priante         | 138 379 | 19,03%    |
|         | PT      | Mário Cardoso        | 131 670 | 18,11%    |
|         | DEM     | Valéria Pires Franco | 96 954  | 13,34%    |
|         | PPS     | Arnaldo Jordy        | 83 520  | 11,49%    |
|         | PSOL    | Marinor Brito        | 14 750  | 2,03%     |
|         | PSL     | João Moraes          | 6 218   | 0,86%     |
| Totais  | Totais  | Totais               | 727 016 |           |
| Fonte:  |         |                      |         |           |

| Partido | Partido | Candidato      | Votos   | Votos (%) |
| ------- | ------- | -------------- | ------- | --------- |
|         | PTB     | Duciomar Costa | 436 693 | 59,6%     |
|         | PMDB    | José Priante   | 295 997 | 40,4%     |
| Totais  | Totais  | Totais         | 732 690 |           |
| Fonte:  |         |                |         |           |

## Vereadores Eleitos
| Candidatos              | Partido | Coligação                             | Votos  | %    |
| Iran Moraes             | PSB     | Frente Popular PT / PSB               | 12.982 | 1,82 |
| Pastor Raul Batista     | PRB     | PRB                                   | 10.710 | 1,50 |
| Vandick Lima            | PP      | PP                                    | 9.835  | 1,38 |
| Pio Netto               | PTB     | PTB                                   | 9.156  | 1,29 |
| Scaff                   | PMDB    | PMDB                                  | 8.507  | 1,19 |
| Nemias Valentim         | PSDB    | Pra Belém ficar Pai D'Égua DEM / PSDB | 8.416  | 1,18 |
| Dr. Wanderlan           | PMDB    | PMDB                                  | 8.179  | 1,15 |
| Bispo Rocha             | PMDB    | PMDB                                  | 7.845  | 1,10 |
| Mário Correa            | PR      | Unidos Por Belém PR / PRTB / PSC      | 7.356  | 1,03 |
| Marquinho               | PT      | Frente Popular PT / PSB               | 7.289  | 1,02 |
| Professor Alfredo Costa | PT      | Frente Popular PT / PSB               | 7.225  | 1,01 |
| Professor Luiz Pereira  | PR      | Unidos Por Belém PR / PRTB / PSC      | 6.723  | 0,94 |
| Paulo Queiroz           | PSDB    | Pra Belém ficar Pai D'Égua DEM / PSDB | 6.470  | 0,91 |
| Amaury da Appd          | PT      | Frente Popular PT / PSB               | 6.344  | 0,89 |
| Dr. Castro              | PTB     | PTB                                   | 6.322  | 0,89 |
| Orlando Reis            | PV      | PV                                    | 6.124  | 0,86 |
| Tereza Coimbra          | PDT     | PDT                                   | 6.049  | 0,85 |
| Capitã Vanessa          | PMDB    | PMDB                                  | 5.981  | 0,84 |
| Nadir Neves             | PTB     | PTB                                   | 5.813  | 0,82 |
| Arbage                  | PTB     | PTB                                   | 5.690  | 0,80 |
| Antonio Vinagre         | PTB     | PTB                                   | 5.397  | 0,76 |
| Carlos Augusto          | DEM     | Pra Belém ficar Pai D'Égua DEM / PSDB | 5.281  | 0,74 |
| Adalberto Aguiar        | PT      | Frente Popular PT / PSB               | 5.032  | 0,71 |
| Otávio Pinheiro         | PT      | Frente Popular PT / PSB               | 4.938  | 0,69 |
| Henrique Soares         | PMDB    | PMDB                                  | 4.895  | 0,69 |
| Ademir Andrade          | PSB     | Frente Popular PT / PSB               | 4.809  | 0,68 |
| Rildo Pessôa            | PDT     | PDT                                   | 4.802  | 0,67 |
| Morgado                 | PR      | Unidos Por Belém PR / PRTB / PSC      | 4.557  | 0,64 |
| Dr. Fernando dourado    | DEM     | Pra Belém ficar Pai D'Égua DEM / PSDB | 4.432  | 0,62 |
| Dr Abel Loureiro        | DEM     | Pra Belém ficar Pai D'Égua DEM / PSDB | 4.276  | 0,60 |
| Miguel Rodrigues        | PRB     | PRB                                   | 4.008  | 0,56 |
| Nonato Filgueiras       | PV      | PV                                    | 3.585  | 0,50 |
| Xerfan                  | PP      | PP                                    | 3.238  | 0,45 |
| Cobrador Pregador       | PPS     | PPS                                   | 2.689  | 0,38 |
| Augusto Pantoja         | PPS     | PPS                                   | 2.478  | 0,35 |

## Representação numérica das coligações na Câmara dos Vereadores
| Coligação                  | Votos   | Votos válidos(%) | Número de Vereadores |
| PT / PSB                   | 13.6380 | 19,16            | 7                    |
| PMDB                       | 89.734  | 12,61            | 5                    |
| PTB                        | 87.008  | 12,22            | 5                    |
| PSDB / DEM                 | 85.519  | 12,01            | 5                    |
| PR / PRTB / PSC            | 64.192  | 09,02            | 3                    |
| PP                         | 41.372  | 05,81            | 2                    |
| PDT                        | 41.371  | 05,81            | 2                    |
| PV                         | 37.587  | 05,28            | 2                    |
| PRB                        | 37.189  | 05,22            | 2                    |
| PPS                        | 36.935  | 05,19            | 2                    |
| PC do B / PHS / PMN        | 19.145  | 02,69            | 2                    |
| PSOL / PSTU / PCB          | 16.008  | 02,25            | 2                    |
| PSDC / PTC / PRP / PT do B | 14.771  | 02,07            | 0                    |
| PSL                        | 4.250   | 00,60            | 0                    |
| PTN                        | 427     | 00,06            | 0                    |